# Christoph Ludwig Köberlin
Christoph Ludwig Köberlin (* 16. März 1794 in Volkratshofen bei Memmingen; † 29. April 1862 in Eysölden, am 30. April 1862 dort beerdigt) war Pfarrer und Botaniker.

## Familie
Christoph Ludwig Köberlin wurde 1794 als Sohn eines Pfarrers, der ebenfalls botanisch interessiert war, geboren. Er war seit 1819 verheiratet mit Helene Elisabeth Zangmeister.
Er hatte die Söhne: Karl Ludwig Thuerecht Köberlin (* 27. Mai 1821 in Burggrub/Oberpfalz), dieser war später Lehrer und Rektor; Ludwig A. C. Köberlin jun. (* Dickenreishausen), studierte in Kempten; Reinhold Köberlin, war Pfarrer in Ederheim bei Nördlingen im Donauries. Christoph Ludwigs Enkel war der Reichsbahnoberrat Köberlin in München.

## Leben
Köberlin war ein königlich bayerischer evangelischer Pfarrer und Botaniker. Nach ihm ist die Pflanzengattung Koeberliniaceae mit der Pflanzenart Koeberlinia spinosa benannt. Sein botanisches Autorenkürzel lautet „Köb.“.
Köberlin besuchte das Gymnasium in Augsburg und studierte 1813 bis 1817 Theologie in Erlangen, wo auch Carl Friedrich Philipp von Martius und Joseph Gerhard Zuccarini studierten, mit denen er lebenslange Freundschaft schloss und später auch Pflanzen tauschte. Er war Mitglied der botanischen Gesellschaft. Köberlin war Pfarrer: 1819 in Burggrub im Obermainkreis; 1824 in Grönenbach bei der Veste Rothenstein; 1834 bis 1849 in Dickenreishausen; 1849 in Kempten (Dekanat) und seit Juli 1852 Pfarrer in Eysölden. Er erforschte die Pflanzenwelt Oberschwabens, des Allgäus, insbesondere des Memminger Rieds, seiner Pfarrorte und der Alpen. Köberlin hinterließ ein handschriftliches Verzeichnis der Moosflora von Memmingen. Sein Herbar liegt im Stadtarchiv Memmingen. Sein Sohn Reinhold schrieb nach dem Tod seines Vaters dessen Herbarium und Büchersammlung zum Verkauf aus. Ob dieses angebotene Herbarium und das im Stadtarchiv Memmingen dasselbe sind, wäre noch zu prüfen.
Mit Beschluss des Marktgemeinderates Bad Grönenbach vom 23. November 2010 wurde nach diesem Forscher eine Straße in einem Neubaugebiet „Köberlinstraße“ benannt.

## Veröffentlichungen
- Grönenbach im Allgäu nach seinen botanischen Verhältnissen. In: Flora oder Allgemeine Botanische Zeitung 14 (1831), S. 33–46 (online).